# Norbert Wallez
Abt Norbert Wallez (* 19. Oktober 1882; † 24. September 1952) war ein belgischer Journalist und Priester. Er war Herausgeber der Zeitung Le Vingtième Siècle (Das Zwanzigste Jahrhundert) und Gründer der Kinderbeilage Le Petit Vingtième (Das Kleine Zwanzigste), in der Tim und Struppi erschien.

## Leben
Norbert Wallez studierte an der Universität von Löwen. 1906 wurde er zum Priester geweiht und arbeitete als Lehrer. Nachdem er sich als Freiwilliger für den Ersten Weltkrieg meldete und gesund zurückkam, setzte er  seine Lehrerlaufbahn fort. Er unterrichtete an der katholischen Schule Bonne Espérance. Auf Wunsch von Kardinal Désiré-Joseph Mercier übernahm er 1924 die katholische Zeitung Le Vingtième Siècle. 
Im Jahr 1927 begann der junge Hergé (Georges Prosper Remi), für die Zeitung in der Serviceabteilung zu arbeiten. Ein Jahr später wurde Hergé Chefredakteur für die von Wallez gegründete Kinderbeilage Le Petit Vingtième. In Wallez’ Kinderbeilage erschienen die von Hergé gezeichneten Comics, wie zum Beispiel Tim und Struppi. Wallez übte anfänglich einen starken Einfluss auf Hergé aus und entschied immer, in welche Länder „Tim und Struppi“ reisen sollten. Er gründete später noch zwei weitere Beilagen für Le Vingtième Siècle. 1932 heiratete Hergé Wallez’ Sekretärin Germaine Kieckens.
Der polemische Eifer des mit dem Faschismus sympathisierenden Wallez führte 1933 letztlich dazu, dass er von seinen Vorgesetzten von der Leitung des Le Vingtième Siècle entbunden wurde. Man übertrug ihm stattdessen die Aufgabe, die Erhaltung der Ruine der Abtei Aulne zu betreuen. In der Folge löste sich Hergé nach und nach von Wallez' Einfluss und gestaltete die Abenteuer von Tim und Struppi eigenständiger.
Nach der deutschen Besetzung Belgiens 1940 unterstützte Wallez die Rexismus-Partei von Léon Degrelle.
1947 wurde er wegen Kollaboration zu vier Jahren Haft und einer Geldstrafe von 200.000 Francs verurteilt. Er blieb bis 1950 in Charleroi in Haft. Dort erkrankte er an Krebs. Bevor er starb, traf er noch einmal Hergé und dessen Ehefrau.
Wallez starb am 24. September 1952.